# Dichorda latipennis
Dichorda latipennis là một loài bướm đêm trong họ Geometridae.